# Heidy Purga
Heidy Purga (ur. 18 marca 1975 w Tartu) – estońska dziennikarka i polityk, posłanka do Zgromadzenia Państwowego, od 2023 minister kultury.

## Życiorys
W 1994 ukończyła szkołę średnią, studiowała na Uniwersytecie Pedagogicznym w Tallinnie (1994–1996). W 2002 została absolwentką kierunku dotyczącego mediów elektronicznych na prywatnym uniwersytecie Concordia Rahvusvaheline Ülikool Eestis. Od 1995 zajmowała się dziennikarstwem jako prezenterka i wydawczyni programów w mediach publicznych. Pracowała w stacji Raadio 2, a także w stacjach telewizyjnych TV1 i TV3. W latach 2004–2013 pełniła funkcję redaktora naczelnego stacji Raadio 2. W 2014 została doradczynią kierownictwa estońskiego nadawcy publicznego Eesti Rahvusringhääling.
W 2014 dołączyła do Estońskiej Partii Reform. W 2017 została wybrana do rady miejskiej w Tallinnie. W 2015 zasiadła po raz pierwszy w  Riigikogu. Mandat deputowanej do estońskiego parlamentu utrzymywała w kolejnych wyborach w 2019 i 2023.
W kwietniu tegoż roku objęła stanowisko ministra kultury w trzecim rządzie Kai Kallas. Pozostała na tej funkcji również w utworzonym w lipcu 2024 gabinecie Kristena Michala.